# Asystasia vogeliana
Asystasia vogeliana är en akantusväxtart som beskrevs av George Bentham. Asystasia vogeliana ingår i släktet Asystasia och familjen akantusväxter. Inga underarter finns listade i Catalogue of Life.